# Shorwell
Shorwell – wieś w Anglii, na wyspie Wight. Leży 8 km na południowy zachód od miasta Newport i 129 km na południowy zachód od Londynu.